# José Padilla (Musiker)

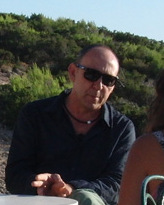
Padilla im Hostal La Torre (2011)

José Padilla (* 4. Dezember 1955 in Barcelona; † 18. Oktober 2020) war ein spanischer DJ und Ambient-Musiker. Bekannt wurde er durch seine Tätigkeit als Resident-DJ im Café del Mar auf Ibiza und die gleichnamigen von ihm kuratierten Chill-Out-Compilations.

## Leben
Padilla wurde in Barcelona geboren und zog 1975 nach Ibiza. Seit den frühen 1980er Jahren bespielte er Clubs wie Pacha, Space und Ku und wurde 1991 Resident-DJ im Café del Mar in Sant Antoni de Portmany auf Ibiza. 1994 brachte er bei React seine erste Compilation unter dem Titel Café del Mar heraus. Seitdem erscheint jährlich eine Cafe del Mar Musikkompilation, seit Volumen 5 (Cinco) (1998) beim neu gegründeten Musiklabel Café del Mar Music. José Padilla war mit seiner Auswahl für die ersten sechs Teile verantwortlich sowie für die Ausgabe zum zwanzigsten Jubiläum.
Während Padillas Musikstücke auf diversen Compilations erschienen, dauerte es bis 1998, ehe er sein erstes Soloalbum Souvenir herausbrachte. Es entstand aus der Zusammenarbeit mit verschiedenen Chill-out-Musikern wie Lenny Ibizarre und Paco Fernandez. Sein zweites Album Navigator erhielt 2001 eine Nominierung für den Latin Grammy in der Kategorie Best Instrumental.
José Padilla war nicht mehr Resident-DJ im Café del Mar, sondern machte weltweite Tourneen. 2010 erschien eine neue Serie von Compilations, Bella Musica. Im Sommer 2011 legte José Padilla jeden Mittwoch zum Sonnenuntergang im Hostal La Torre Musik auf.
Im Juli 2020 machte er seine Darmkrebs-Erkrankung öffentlich, an deren Folgen er am 18. Oktober desselben Jahres im Alter von 64 Jahren starb.

## Diskografie

### Alben und Kompilationen
- Agua (Café del Mar Vol. 1 1994)
- Sabor de Verano (Café del Mar Vol. 2, 1995)
- Walking on Air (Café del Mar Vol. 3, 1996)
- One Day in Paradise (1997)
- Souvenir (1998, Mercury)
- Navigator (2001 – Dro East West / Maverick)
- Navigator Special Edition (2002 – Dro East West)
- Café Del Mar Vol. 1-6 (1994–2001)
- The Best of Café del Mar (2003)
- ManRay Vol. 4 (Wagram 2004)
- Café Solo Vol. 1 (Resist 2006)
- Hotel Micuras (2006)
- Café Solo Vol. 2 (Resist 2007)
- Bella Musica Vol. 1-3 (East-West / Cool D-Vision 2005–2008)
- Bella Música Vol. 4 (Cool D-Vision 2009)
- Café Mambo 15 Anniversary (Dfected Records 2009)
- Bella Musica Vol. 5 (East-West / Cool D-Vision 2010)
- Ibiza Sundowner (EMI Music 2012)
- Blue Note Beach Classics - presented by José Padilla (2012)
- So Many Colours (2015)
- Jose Padilla's House Party (Instant Noise Productions 2017)

### Filmmusik und Soundtracks
- 1 Song in „Manumisión The Movie“
- 1 Song in „El Arte de Morir“
- 1 Song for millennium of Modern Art Museum, Edinburgh
- Soundtrack for the film „El sueño de Ibiza“ (Ibiza’s Dreams)